# Férfi 4 × 200 méteres gyorsváltó az 1970-es úszó-Európa-bajnokságon
Az 1970-es úszó-Európa-bajnokságon a férfi 4 × 200 méteres gyorsváltó selejtezőit szeptember 11-én, a döntőt szeptember 12-én rendezték. A versenyszámban 11 csapat indult el. A győztes az NSZK lett Európa-csúccsal. A magyar váltó a 11. helyen végzett.

## Rekordok
|              | Név                                              | Nemzet      | Idő    | Helyszín | Dátum               |
| ------------ | ------------------------------------------------ | ----------- | ------ | -------- | ------------------- |
| Világcsúcs   | Gary Hall Mark Lambert Tom McBreen John Kinsella | USA         | 7:48,0 | Tokió    | 1970. augusztus 28. |
| Európa-csúcs |                                                  | Szovjetunió | 7:54,5 |          |                     |

A versenyen új rekord született:
| Európa-bajnoki csúcs | selejtező | Szovjetunió                                                              | 8:00,1 | Barcelona, Spanyolország | szeptember 11. |
| Európa-csúcs         | döntő     | NSZK · Werner Lampe · Olaf von Schilling · Folkert Meeuw · Hans Faßnacht | 7:49,5 | Barcelona, Spanyolország | szeptember 12. |

## Eredmények
A rövidítések jelentése a következő:
| - Q: továbbjutás időeredmény alapján - ECR: Európa-bajnoki rekord | - WR: világ rekord - ER: Európa-rekord | - NR: országos rekord |

### Selejtezők
| Helyezés | Futam | Név | Nemzet             | Idő    | Megj.  |
| -------- | ----- | --- | ------------------ | ------ | ------ |
| 1.       | 2     | Viktor Aboimov (2:00,6) Ahmed Anarbajev (1:58,5) Alekszandr Szamszonov (1:58,3) Leonyid Iljicsov (2:02,7) | Szovjetunió        | 8:00,1 | Q, ECR |
| 2.       | 1     | Anders Bellbring (2:02,6) Bengt Gingsjö (1:59,2) Göran Jansson (2:00,9) Sven von Holst (2:00,6)           | Svédország         | 8:03,3 | Q      |
| 2.       | 2     | Lutz Unger(2:00,0) Peter Rund (2:02,0) Schmuck (2:01,8) Wilfried Hartung (1:59,5)                         | NDK                | 8:03,3 | Q      |
| 4.       | 1     | Gerhard Schiller (2:00,1) Vosseler (2:03,7) Mitbaver (2:01,7) Olaf von Schilling (1:59,1)                 | NSZK               | 8:04,3 | Q      |
| 5.       | 2     | Ulf Gustavsen (1:59,1) Jan-Erik Korsvold (2:03,2) Sverre Kile (2:02,2) Ørjan Madsen (2:00,4)              | Norvégia           | 8:04,9 | Q, NR  |
| 6.       | 2     | Martyn Woodroffe (2:02,0) Michael Bailey (2:01,1) Malcolm Windeatt (2:01,8) Martyn Terrell (2:00,7)       | Egyesült Királyság | 8:05,6 | Q      |
| 7.       | 1     | Michel Amardeilh (2:00,6) Alain Hermitte (2:01,9) Gérard Letast (2:02,9) Michel Rousseau(2:00,9)          | Franciaország      | 8:06,3 | Q      |
| 8.       | 1     | Jorge Comas (2:00,6) Antonio Corell (2:01,9) José Bas (2:02,3) José Pujol (2:02,3)                        | Spanyolország      | 8:07,1 | Q, NR  |
| 9.       | 1     | Piotr Chmielewski (2:05,4) Langer (2:00,9) Zbigniew Pacelt (2:04,0) Wojtakajtis (2:02,0)                  | Lengyelország      | 8:12,3 | NR     |
| 10.      | 2     | Pano Capéronis (2:01,0) NR Jürg Strasser (2:06,7) Alain Baudin (2:05,4) Alain Charmey (2:05,2)            | Svájc              | 8:18,3 | NR     |
| 11.      | 2     | Császári Attila (2:02,3) Riskó Géza (2:03,7) Csatlós Csaba (2:06,9) Szentirmay István (2:10,2)            | Magyarország       | 8:23,1 |        |

### Döntő
| Helyezés | Pálya | Név | Nemzet             | Idő    | Megj. |
| -------- | ----- | --- | ------------------ | ------ | ----- |
|          | 6     | Werner Lampe (1:56,8) Olaf von Schilling (1:58,7) Folkert Meeuw (1:59,6) Hans Faßnacht (1:54,4)               | NSZK               | 7:49,5 | ER    |
|          | 4     | Georgijs Kuļikovs (1:56,4) NR Ahmed Anarbajev (1:59,4) Alekszandr Szamszonov (1:58,8) Vlagyimir Bure (1:58,2) | Szovjetunió        | 7:52,8 | NR    |
|          | 3     | Lutz Unger (1:59,2) Wilfried Hartung (1:59,7) Roland Matthes (1:58,6) Udo Poser (1:57,0)                      | NDK                | 7:54,5 | NR    |
| 4.       | 5     | Anders Bellbring (1:56,2) Bengt Gingsjö (2:00,7) Göran Janson (2:01,3) Sven von Holst (1:59,5)                | Svédország         | 7:47,7 | NR    |
| 5.       | 2     | Ulf Gustavsen (2:00,0) Ørjan Madsen (1:59,4) Sverre Kile (2:02,9) Jan-Erik Korsvold (2:00,6)                  | Norvégia           | 8:02,9 | NR    |
| 6.       | 1     | Michel Amardeilh (2:01,0) Alain Hermitte (2:01,6) Gérard Letast (2:05,2) Michel Rousseau (1:58,1)             | Franciaország      | 8:05,9 |       |
| 7.       | 8     | Santiago Esteva (1:58,8) NR Jorge Comas (2:00,6) Antonio Corell (2:03,9) José Pujol (2:02,6)                  | Spanyolország      | 8:05,9 | NR    |
| 8.       | 7     | Martyn Terrell (2:04,3) Malcolm Windeatt (2:01,9) Martyn Woodroffe (2:03,4) Michael Bailey (2:02,9)           | Egyesült Királyság | 8:12,5 |       |